# Takt time
 (mars 2012).
Si vous disposez d'ouvrages ou d'articles de référence ou si vous connaissez des sites web de qualité traitant du thème abordé ici, merci de compléter l'article en donnant les références utiles à sa vérifiabilité et en les liant à la section « Notes et références ».
Le takt time est un terme d'origine allemande (« Taktzeit ») associé au lean management et employé dans le milieu de la production industrielle désignant la durée idéale de production d'un bien, lorsque celle-ci correspond exactement au besoin du client. C'est le rythme de production qu'il faut respecter pour produire exactement le nombre d'unités demandé par le client.

## Définition et exemple
Le takt time TT se définit par la formule suivante : Takt time = Temps disponible/Nombre d'unités voulues.
Prenons l'exemple d'un service de restauration rapide qui, pour satisfaire à la demande des clients, devrait produire 100 sandwiches pendant un service s'étalant sur une durée de deux heures (120 minutes). Le takt time correspond au temps idéal alloué à la confection d'un sandwich soit ici : TT = 120/100 = 1,2 min/sandwich = 1 minute et 12 secondes par sandwich. 

## Liens avec le temps de cycle
S'agissant d'un temps théorique idéal, le takt time ne doit pas être confondu avec le temps de cycle TC qui correspond à la durée moyenne réellement nécessaire pour produire une unité : TC = Temps disponible/Nombre d'unités produites. 
Contrairement au takt time, le temps de cycle prend également en compte le temps de fabrication des pièces défectueuses ou de réglages nécessaire à la fabrication du nombre de pièces bonnes voulues.
Dans le cas d'une fabrication à la chaîne, le poste ayant le temps de cycle le plus long représente un goulet d'étranglement (poste contraint ou bottleneck). Le résultat optimal est atteint lorsque les temps sont homogènes entre chaque poste de la chaîne.
Pour une fabrication en ligne de production sans encours intermédiaire, le poste ayant le temps de cycle le plus long est le poste goulet. Dans ce cas, le temps de cycle de la ligne est égal au temps de cycle sur le poste goulet. 
Pour produire exactement la quantité désirée dans le temps imparti, on doit avoir TC = TT.
- Si TC>TT, la production est en sous-capacité.
- Si TC<TT, la production est en sur-capacité.

Par exemple, supposons que le service de restauration rapide ait besoin de 140 minutes pour confectionner correctement 100 sandwiches, le temps de cycle vaut alors TC = 140/100 = 1,4 min/sandwich = 1 minute et 24 secondes par sandwich. Dans cette situation, le restaurant est en sous-capacité : il ne parviendra pas à répondre à la demande dans le temps imparti.